# Richard Kenyon
Richard W. Kenyon (1964) é um matemático estadunidense, que trabalha com combinatória e teoria das probabilidades.
Kenyon estudou matemática e física na Universidade Rice (bacharelado em 1986) com um doutorado em 1990 na Universidade de Princeton, orientado por William Thurston, com a tese Self-Similar Tilings. Obteve em 1999 a habilitação na Universidade Paris-Sul em Orsay. É desde 2007 professor da Universidade Brown.
Recebeu o Prêmio Loève de 2007. Em 2014 foi eleito membro da Academia de Artes e Ciências dos Estados Unidos.

## Publicações
- Local statistics of lattice dimers, Annales Institut Henri Poincaré, Probabilités, Vol. 33, 1997, p. 591.
- Conformal invariance of domino tilings, Annals of Probability, Vol. 28, 2000, p. 759.
- Dimers, Tilings and Trees, 2003
- com Andrei Okounkov, Scott Sheffield: Dimers and amoebae, Annals of Mathematics, Vol. 163, 2006, p. 1019.
- Kenyon, Okounkov: What is a Dimer ?, Notices AMS, Vol. 52, 2005, Nr.3